# .fj
.fj je internetová národní doména nejvyššího řádu pro Fidži.